# Dealurile Lopadei
Dealurile Lopadei, cu o suprafață de peste 440 km², reprezintă partea de vest a Dealurilor Târnavei Mici, în care se întâlnesc cele mai mici înălțimi ale acestei subunități geomorfologice. Este delimitat la nord și vest de râul Mureș, iar la sud de râul Târnava și râul Târnava Mică, iar limita de est o constituie Pârâul Fărăului și Valea Pănade. 

## Condițiile fizico-geografice
Dealurile Lopadei se suprapun în mare parte cutelor strânse sub formă de anticlinale din vestul Depresiunii Transilvaniei, constituite din depozite sedimentare mio-pliocene. Acestea sunt reprezentate prin marne, argile și nisipuri, cu intercalații de tufuri vulcanice și strate de gresii sarmațiene, alături de care apar nisipuri, argile marnoase și pietrișuri pannoniene. Izolat apar și depozite de sare la Ocna Mureș și Ocnișoara sub formă de cute diapire.
Structura orografică prezintă o serie de culmi principale cuprinse între 470-540 m, care au o direcție generală nord-vest – sud-est, fiind separate de văi relativ largi, pe alocuri chiar mici depresiuni intradeluroase (Lopadea Nouă, Fărău). Din acestea se desprind culmi secundare, cu șei și mameloane, cuprinse între 350-450 m, perpendiculare pe culmile principale, având direcții nord-est – sud-vest, pe alocuri nord-sud.        
Altitudinea maximă se întâlnește în vârful Podina (548 m), situat la nord de Lopadea Nouă, iar altitudinea minimă este de 240 m în lunca Mureșului. Diferența maximă de nivel față de lunca Mureșului este de 300 m, iar față de lunca Târnavei Mici se reduce la 200 m. Energia reliefului este foarte diferită, atingând valori mari, de 241-280 m, de-a lungul culmilor Podina – Țuculeu – Creasta Beței – Cornul Șoimușului – Măgura Mihalțului, pe versantul stâng al Mureșului. Ea deține valori mici, de 141-160 m, în lungul culmii Dealul Pietrișului - Bisen – Dealul Turdașului – Crucea Colcerului – Dealul Zăpozii, situate în partea central-estică.
Densitatea fragmentării prezintă valori cu repartiție total diferită: valorile cele mai mari, de 0,75-1,0 km/km2 sunt de-a lungul culmii Dealul Pietrișului – Bisen – Dealul Turdașului și pe versantul stâng al Mureșului, între Păgida, Ocna Mureș și Noșlac. Valorile cele mai mici, de 0,0-0,50 km/km2 se întâlnesc în partea de sud-vest, de-a lungul culmii Creasta Beței – Cornul Șoimușului – Măgura Mihalțului – Dealul Cisteiului, ca urmare a predominării aici a marnelor și nisipurilor. La rândul lor valorile declivității sunt concordante cu cele ale gradului de fragmentare, scăzând în mod accentuat de la est și nord-est spre vest și sud-vest. 
Dealurile Lopadei beneficiază de un climat temperat-continental cu influențe oceanice și efecte de foehn, specific sud–vestului Depresiunii Transilvaniei. Temperatura medie multianuală este de circa 9C (9,3oC la Crăciunelu de Jos, 9,2oC la Blaj), iar cea a lunii iulie de aproximativ 21C. Primul îngheț se produce în jurul datei de 15 octombrie, iar ultimul la 15 aprilie. Durata intervalului fără îngheț oscilează între maxim 230 zile și minim 150 zile pe an. 
Precipitațiile medii anuale sunt în jur de 530-560 mm (520,4 mm la Mihalț, 525,1 mm la Fărău, 540,1 mm la Blaj, 562,6 mm la Crăciunelu de Jos), cu un maxim de 75-85 mm în luna iulie.
Apele subterane (freatice și captive) sunt acumulate în depozitele paleogen-neogene și cuaternare. Apele freatice se află la adâncimi cuprinse între 0,5 și 10 m și apar la zi în cuprinsul luncilor joasee și la baza teraselor inferioare sub formă de izvoare de terasă. 
Apele curgătoare sunt reprezentate de râurile Mureș, Târnava și Târnava Mică și de pâraie (Râtu, Valea Fărăului, Valea Pănade, Dunărița ș.a.). În cele mai multe cazuri afluenții pâraie au caracter temporar, ele menținându-se vara doar sub forma unui fir îngust de apă.    
Vegetația naturală este reprezentată de pădurile de stejar pedunculat (Quercus robur) și gorun (Quercus petraea). De-a lungul timpului în locul pădurilor, defrișate în scopul obținerii de terenuri agricole și de pășuni, s-au instalat pajiști secundare de natură mezoxerofilă cu păiușuri (Festuca sulcata, F. valesiaca, F. pseudovina), colilie (Stipa sp.), iarbă bărboasă (Andropogon ischaemum), firuță (Poa pratensis, P. bulbosa) ș.a. 
În Dealurile Lopadei solurile sunt reprezentate prin cinci clase de soluri, și anume: molisoluri, argiluvisoluri, cambisoluri, soluri hidromorfe și soluri neevoluate, trunchiate sau desfundate, care, la rândul lor se subîmpart în mai multe tipuri genetice distincte. Cea mai mare parte din ele s-au format în condițiile unui relief accidentat, sub păduri de foioase, dar care au fost defrișate pe mari suprafețe și înlocuite cu terenuri agricole și pajiști secundare, ceea ce le-a modificat simțitor proprietățile fizice și chimice inițiale.